# Leo (Einheit)
Das Leo (Einheitenzeichen: leo), benannt nach dem Vornamen des italienischen Physikers Galileo Galilei, war eine vom englischen Metrologen Francis John Welsh Whipple (1876–1943) vorgeschlagene Einheit für die Beschleunigung.
1 leo = 10 m/s² = 1000 Gal